# Teorias de gauge na rede
Em física, teoria de gauge na rede é o estudo de teorias de gauge em um espaço-tempo discreto numa rede. Embora a maioria das teorias de gauge não sejam exatamente solúveis, são de grande utilidade pois podem ser estudadas por simulações computacionais. Espera-se que, executando simulações em rede progressivamente maiores, o comportamento da teoria correspondente no contínuo seja recuperado.
Nas teorias de gauge na rede o espaço-tempo passa por uma rotação de Wick, resultando em um espaço euclidiano, descrito por uma rede hiperretangular com espaçamento igual a {\displaystyle a} entre seus sítios. Os campos de quarks são somente definidos nos sítios da rede. Há problemas com a duplicação de férmion, apesar de tudo. Ver ação de Wilson-Ginsparg. Em vez de um vetor potencial, como no caso contínuo, os campos de gauge são definidas sobre as ligações do retículo e correpondem ao transporte paralelo ao longo da borda que assume valores no grupo de Lie em questão. Daí para simular a cromodinâmica quântica (QCD), para que o grupo de Lie é  SU(3), existe uma matriz especial unitária 3 por 3 definida em cada ligação. As faces do retículo são chamadas plaquetas. A ação de Yang-Mills é reescrita usando laços de Wilson sobre plaquetas (isto é simplesmente um "caráter" valorado sobre a composição de variáveis de ligação em torno da plaqueta) de tal forma que o limite {\displaystyle a\to 0} formalmente dá a ação de contínuo original.
Mais precisamente, nós temos um retículo com vértices, grafos e faces. Em teoria de retículo, a terminologia alternativa sítios, ligações e plaquetas para vértices, grafos e faces é frequentemente usada. Isto reflete a origem do campo em física do estado sólido. Enquanto que cada grafo não tem orientação intrínseca, para definir as variáveis gauge, nós atribuimos um elemento de um grupo de Lie compacto G a cada grafo uma orientação para ele chamada U. Basicamente, a atribuição para um grafo em uma dada orientação é o grupo inverso da atribuição do mesmo grafo na orientação oposta. Igualmente, as plaquetas não têm orientação intrínseca, mas lhe são dadas temporariamente uma orientação para propósitos computacionais. Dada uma representação irredutível fiel  ρ de G, o retículo ação de Yang-Mills é
{\displaystyle S=\sum _{F}-\Re \{\chi ^{(\rho )}(U(e_{1})\cdots U(e_{n}))\}}
(a soma sobre todos os sítios do retículo do (componente real do) laço de Wilson). Aqui, χ é o "caráter" (traço) e o componente real é redundante se ρ passa a ser uma representação real ou pseudoreal. e1, ..., en são os n grafos do laço de Wilson em sequência. O lado positivo sobre ser real é que se a orientação de um laço de Wilson é trocada, sua contribuição para a ação permanece inalterada.
Há muitas ações de Yang-Mills possíveis sobre o retículo, dependendo sobre qual laço de Wilson for usado a fórmula acima. A mais simples é a ação de Wilson, na qual o laço de Wilson é apenas uma plaqueta. Uma desvantagem da ação de Wilson é que a diferença entre ela e a ação contínua é proporcional ao espaçamento do retículo {\displaystyle a}. É possível usar laços de Wilson mais complexos onde esta diferença é proporcional a {\displaystyle a^{2}}, tornando as computações mais precisas. Estas são conhecidas como "ações melhoradas".
Para calcular uma grandeza (tal como a massa de uma partícula) em teoria de retículo gauge, ela deve ser calculada para cada valor possível do campo gauge sobre cada ligação, e então calculada sua média. Na prática isto é impossível. Em vez disso o método de Monte Carlo é usado para estimar a grandeza. Configurações aleatórias (valores de campos gauge) são geradas com probabilidades proporcionais a {\displaystyle e^{-\beta S}}, onde {\displaystyle S} é a ação de retículo para que a configuração e {\displaystyle \beta } seja relacionada ao espaçamento do retículo {\displaystyle a}. A grandeza é calculada para cada configuração. O verdadeiro valor da grandeza é então encontrado por tomar-se a média do valor de um grande número de configurações. Para encontrar o valor da grandeza na teoria contínua isto é repetido para vários valores de {\displaystyle a} e extrapolados a {\displaystyle a=0}.
Teoria do retículo gauge é uma ferramenta importante para cromodinâmica quântica (QCD). A versão discreta da QCD é chamada retículo QCD. O confinamento QCD tem sido apresentado em simulações de Monte Carlo. Confinamento a alta temperatura conduz à formação de um plasma de quarks-glúons.
Teoria do retículo gauge tem-se mostrado exatamente duplas de espuma de spin desde que somente laços de Wilson apareçam na ação sobre plaquetas.

## Outras aplicações
Originalmente, teorias de retículo gauge bidimensionais resolvíveis foram introduzidas em 1969 como modelos com interessantes propriedades estatísticas pelo teórico Franz Wegner, que trabalhou no campo de transições de fases.